# Leprás király terasza

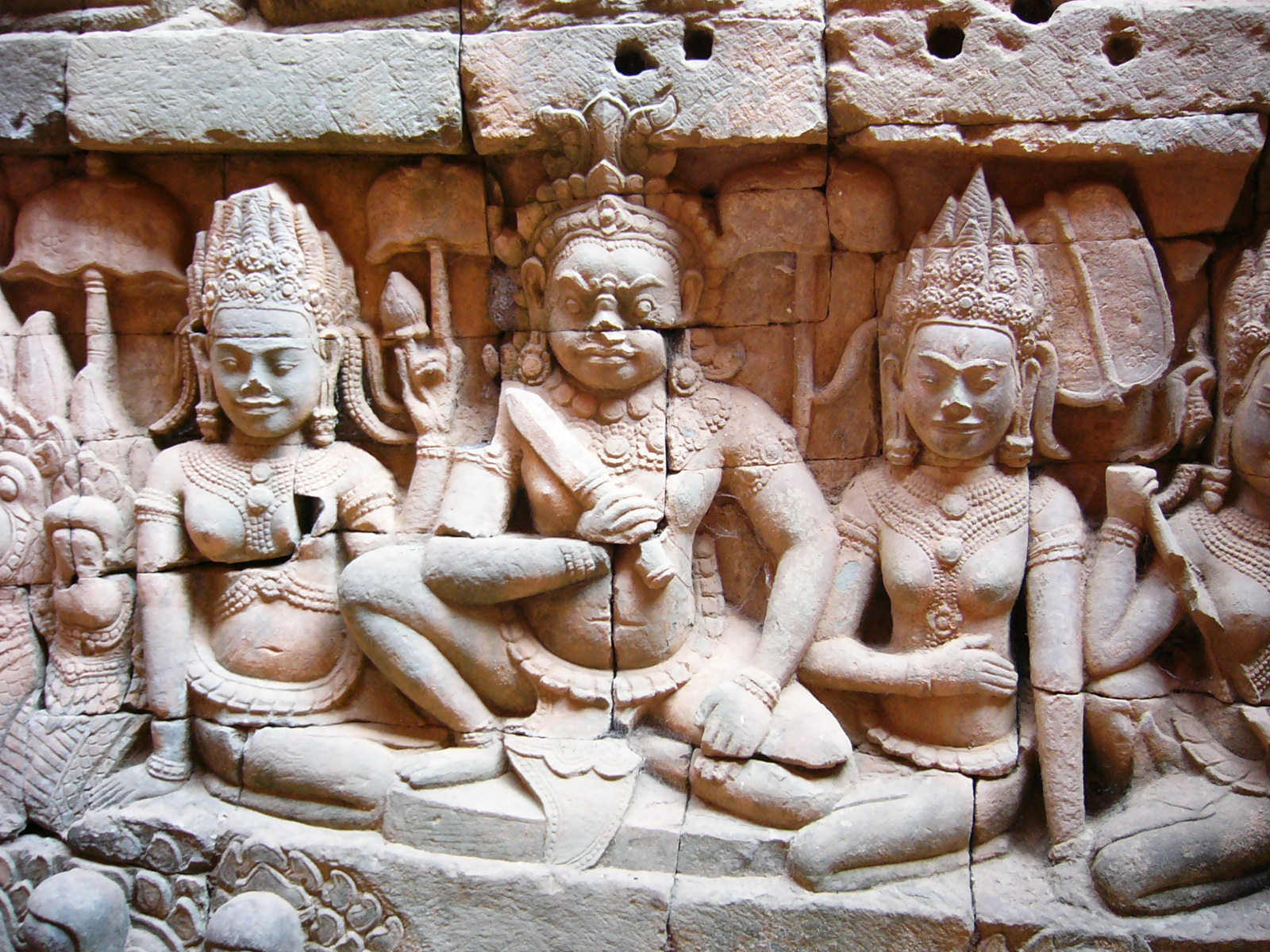
A terasz gazdagon faragott falának részlete

A Leprás király terasza  vagy Jama isten terasza Angkorthom része Kambodzsában. Az építmény VII. Dzsajavarman kambodzsai király (1181–1219) uralkodása idején, bajoni stílusban épült és a város központi terének északnyugati sarkán áll. Mai nevét az itt található 15. századi szoborról kapta, amely a hindu Jama halálistent ábrázolja. A megejtő szépségű emberalak a leprás király „ragadványnevet”, a szobor arcán és felkarján talált furcsa zuzmófoltok miatt viseli.
A népi szájhagyományban sokáig élt a legenda egy Dharmajana nevű angkori uralkodóról, aki leprában szenvedett, sőt egyes kutatók úgy tartották, hogy maga Dzsajavarman király szenvedett e szörnyű betegségben – ezzel magyarázva, hogy uralkodása alatt miért építtetett annyi templomot, vallási épületet és (korára egyáltalán nem jellemző) kórházat. A mai kutatások azt támasztják alá, hogy a szobor Jamat, a holtak és az ítélet napjának istenét, ábrázolja. (Az Angkorthomban látható szobor másolat: az eredeti a phnompeni Nemzeti Múzeum udvarán látható.)
Az életnagyságnál árnyalatnyival kisebb, teljesen ruhátlan szobor, jobb térdét enyhén magához húzva ül. A se nem férfi, se nem nő-alak ruhátlansága teljesen egyedülálló az angkori khmer művészetben, és a tudósok szerint ez arra utal, hogy nem valóságos emberi lényt, hanem mitológiai alakot ábrázol. Ezen túl az U alakú póz a királyok hamvasztási testhelyzetére is utalhat. Ezt erősíti, hogy a terasz a királyi krematórium közvetlen közelében helyezkedik el. A Jama isten terasza, talán a khmer istenkirályok ravatala volt, a „végső gyönyörűséghez” vezető út utolsó állomása, hogy miután testüket a tűzben levetették, lelkük Buddháéval egyesüljön, és maguk is buddhává váljanak, vagy a lélekvándorlást követve ”némi pihenő és az elmúlt földi élet tanulságait összegző várakozás után – máshol, egy másik korban és egy másik testben újra kezdjenek mindent…” 

## Külső hivatkozások
- APSARA Authority for the Protection and Management of Angkor and the Region of Siem Reap – Az Angkorban folyó kutakásokat felügyelő hivatalos, kambodzsai Intézet honlapja (kultúra, régészet, restaurálás, lakosság, környezet, turizmus) (angol/francia/khmer)
- UNESCO Nemzetközi program Angkor megőrzésért]  (angol)
- Terebess Ázsia Lexikon – Angkor
- Csák Erika: Angkor elsüllyedt világa, Kossuth Kiadó Zrt., Budapest, 2006, ISBN 9789630948951.
- Marilia Albanese: Angkor, Officina ’96 Kiadó, Budapest, 2006.
- Jelen János – Kunszinger Róbert: Az ősi Angkor, General Press Kiadó,  ISBN 9639282758